# Лапулапу

Уявний посмертний портрет Лапулапу від Карло Какбая для Національної історичної комісії Філіппін, 2019 р.

Лапулапу або Лапу-Лапу, чиє ім'я вперше було записано як Чилапулапу, був вождем Мактана у Вісайських островах на Філіппінах. Він найбільш відомий завдяки битві при Мактані, яка відбулася на світанку 27 квітня 1521 року, де він і його воїни перемогли іспанські війська на чолі з португальським мореплавцем Фердинандом Магелланом і його рідними союзниками Раджею Хумабоном і Дату Зулою. Смерть Магеллана завершила його навколосвітню подорож і затримала іспанську окупацію островів більш ніж на сорок років до експедиції Мігеля Лопеса де Легаспі в 1564 році. Легаспі продовжив експедиції Магеллана, що призвело до колонізації Філіппін на 333 роки.  
Сучасне філіппінське суспільство вважає його першим філіппінським героєм через його опір імперській іспанській колонізації. Пам'ятники Лапулапу були побудовані по всіх Філіппінах на честь хоробрості Лапулапу проти іспанських колонізаторів. Філіппінська національна поліція та Бюро пожежної охорони використовують його зображення як частину своїх офіційних печаток.

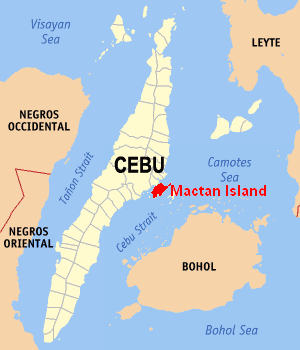
Розташування Мактана в Себу

## Раннє життя
Навколо походження Лапулапу було багато переказів. Одна з усних традицій свідчить, що Сугбуанонами Опонга колись правив дату на ім'я Мангал, а пізніше його наступником став його син на ім'я Лапулапу. 
Інший — із книги «Aginid, Bayok sa Atong Tawarik» («Ковзай далі, оди до нашої історії»), опублікованої в 1952 році Йовіто Абелланою, яка нібито записує усні хроніки часів правління останнього короля Себу, Раджі Тупаса (пом. 1565). Проте його історичність сумнівна. Хроніка записує заснування Раджанату Себу певним Шрі Лумаєм (також відомим як Раджамуда Лумайя), який був індуїстським принцом з династії Чола Суматри. Його сини, Шрі Алхо та Шрі Укоб, правили сусідніми громадами Сіало та Нахалін відповідно. Острови, на яких вони були, були спільно відомі як Пулуа Кан Даянг або Кангдая (буквально «[острови] жінки»). Шрі Лумай був відомий своєю суворою політикою захисту від рейдерів Моро та работорговців з Мінданао. Його використання тактики випаленої землі для відсічі загарбникам дало початок назві міста Канг Шрі Лумайнг Сугбо (буквально «великий вогонь Шрі Лумая»), яке пізніше було скорочено до Сугбо («пожежа»). Після його смерті в битві проти рейдерів Шрі Лумай змінив його молодший син, Шрі Бантуг, який правив з регіону Сінгхапала (буквально «місто лева»), нині Маболо в сучасному місті Себу. Шрі Бантуг помер від хвороби під час епідемії, і його спадкоємцем став його син Раджа Хумабон (також відомий як Шрі Хумабон або Раджа Хумабара). Під час правління Хумабона регіон став важливим торговим центром. Гавані Сугбо стали відомі в розмовній мові як sinibuayng hingpit («місце для торгівлі»), скорочено до sibu або sibo («торгувати»), від чого походить сучасна назва «Cebu».
Згідно з Агінідами, це був період, коли Лапулапу (як Лапулапу Дімантаг) вперше було записано як прибулого з «Борнео» (Сабах). Він попросив у Хумабона місце для поселення, і король запропонував йому область Мандавілі (нині Мандауе), включаючи острів, відомий як Опонг (або Опон), сподіваючись, що люди Лапулапу будуть обробляти землю. Вони досягли успіху в цьому, і приплив сільськогосподарської продукції з Мандавілі ще більше збагатив торговельний порт Сугбо. Відносини між Лапулапу та Хумабоном пізніше погіршилися, коли Лапулапу звернувся до піратства. Він почав здійснювати набіги на торговельні кораблі, що проходили повз острів Опонг, що вплинуло на торгівлю в Сугбо. Таким чином, острів отримав назву Мангатанг («ті, хто підстерігає»), пізніше перетворившись на «Мактан».

## Релігія
Релігійні переконання Лапулапу є ще одним предметом дискусії, але є настійні припущення, що він був прихильником місцевих анімістичних вірувань аніто. Мешканці архіпелагу Сулу вірять, що каді Лапулапу був мусульманином, який належав до народу Таусуг або Сама-Баджау з Мінданао, заява нині розпущеного султанату Сулу, яку багато істориків заперечують. Крім того, видатний себуанський антрополог Хосе Елеазар Берсалес каже, що Себу ніколи не було ісламізоване, згадуючи розкопки в Болджуні на півдні Себу. Прямі докази, такі як розповіді про Пігафетту та місцеві усні традиції, не вказували на Лапулапу як на мусульманина, а на вісайського аніміста та вихідця з Сугбуанону.

Зображення Лапу-Лапу на емблемі Національної поліції Філіппін

## Спадщина

#### Визнання філіппінським національним героєм
27 квітня 2017 року президент Родріго Дутерте оголосив 27 квітня (дата, коли відбулася битва при Мактані) Днем Лапу-Лапу, щоб вшанувати його як першого героя в країні, який переміг іноземне панування. Дутерте також підписав Указ № 17 про заснування Ордену Лапу-Лапу, який визнає заслуги державних службовців і приватних осіб у кампаніях і пропаганді президента.
Під час першого регулярного сезону 14-го Конгресу Філіппін сенатор Річард Гордон представив законопроект, який пропонує оголосити 27 квітня офіційним національним святом Філіппін, яке буде відоме як Adlaw ni Lapu-Lapu (Cebuano, «День Лапу-Лапу»). 
Уряд встановив статую на його честь на острові Мактан і перейменував місто Опон у Себу на місто Лапу-Лапу. Його велика статуя, подарована Південною Кореєю, стоїть посеред в парку Рісаль у Манілі, замінюючи фонтан і роледром. Лапулапу з'являється на офіційній печатці Національної поліції Філіппін. Його обличчя було використано як основний малюнок на монеті в 1 сентаво, яка була в обігу на Філіппінах з 1967 по 1994 рік.

## Вшанування пам'яті
Пам'ятник у місті Маніла, Лапу-Лапу.
Вулиця Лапу-Лапу у містах Себу, Генерал-Сантос, Кідапаван, Навотас.

Монумент у місті Маніла, Парк Рісаль